# Flash par minute
Pour les articles homonymes, voir FPM.
Le flash par minute, abrégé par le sigle FPM, est une unité de mesure utilisée pour quantifier la fréquence à laquelle une lampe clignote, correspondant au nombre de cycles se produisant en une minute.
Les gyrophares qui équipent les véhicules de police et d'urgences ont une fréquence typiquement comprise entre 60 et 240 FPM. Une valeur mesurée en FPM peut être convertie en hertz (l'unité dérivée du Système international pour cette grandeur) en la divisant par 60.
Les personnes atteintes d'une épilepsie photosensible peuvent subir une crise lorsqu'elles sont exposées à une fréquence de clignotement précise, par exemple 420 FPM, mais la fréquence exacte de déclenchement varie d'un individu à l'autre. Pour minimiser la probabilité d'une telle crise, les fréquences supérieures à 300 FPM (5 Hz) devraient être évitées.

## Référence
- (en) Cet article est partiellement ou en totalité issu de l’article de Wikipédia en anglais intitulé « Flashes Per Minute » (voir la liste des auteurs).

1. ↑  (en) Graham F. A. Harding & Peter M. Jeavons (préf. Jean Aicardi), Photosensitive Epilepsy, Londres, MacKeith Press, coll. « Clinics in Developmental Medicine », 1994, 192 p. (ISBN 1-898683-02-6, présentation en ligne).